# Francisco de Cortés Hojea
Francisco Cortés Ojea (également orthographié Hojea ou Ojeda) est un marin et explorateur espagnol du XVIe siècle qui participa aux premières expéditions envoyées de la Capitainerie générale du Chili au détroit de Magellan. Aucun document n'a été trouvé sur son lieu et sa date de naissance ni de sa mort.
Les seuls faits attestés sont sa participation comme cosmographe à l'expédition du maréchal Francisco de Ulloa, envoyée en 1553 par le gouverneur du Chili pour inspecter la côte sud du pays et le détroit de Magellan, et qu'il eut le commandement du navire San Sebastián sous les ordres du capitaine Juan Ladrillero dans l'expédition envoyée  en 1557 par le gouverneur García Hurtado de Mendoza.

## Contexte
Le 29 mai 1555, la princesse régente d'Espagne avait fait édicter une real cédula (ordonnance royale) ordonnant au gouverneur du Chili de faire une reconnaissance des terres situées dans l'autre partie du détroit de Magellan, car ils s'attendaient à trouver là-bas une région riche en épices et en ressources aussi précieuses que celles que les Portugais tiraient des Indes orientales.

## Expédition du maréchal Francisco de Ulloa
En 1552, Pedro de Valdivia, gouverneur du Chili, décida d'envoyer une expédition composée de deux navires de 50 tonneaux chacun sous la responsabilité du maréchal Francisco de Ulloa pour explorer la côte sud du pays, y compris le détroit de Magellan.
L'expédition appareilla du port de Valdivia à la fin du mois d'octobre 1553 et longea la côte occidentale de Chiloé et de l'archipel des Chonos, et continua par l'ouest des chenaux de Patagonie arrivant le 5 janvier 1554 dans une baie (San Simeón ou San Francisco). De là, ils ont continué vers le sud, entrant dans le détroit et y pénétrant sur environ 90 milles. Étant donné l'avancement de la saison et le manque de vivres, Francisco de Ulloa décida de revenir vers le nord, ce qu'ils firent, favorisés par le vent du sud qui les accompagnait, jetant l'ancre à Valdivia à la mi-février 1554. Dans cette expédition, Francisco Cortés Ojea participa comme cosmographe de la flottille.

## Expédition du capitaine Juan Ladrillero
En 1557, le nouveau gouverneur du Chili, don García Hurtado de Mendoza ordonna d'armer une expédition qu'il mit sous le commandement de Juan Ladrillero. Il affréta deux navires de 450 tonneaux chacun, avec 60 hommes d'équipage. Le navire San Luis était commandé par Juan Ladrillero lui-même, et l'autre, le San Sebastián, fut placé sous le commandement de Francisco Cortés Ojea. 
Ils appareillèrent de Valdivia le 17 novembre 1557 et, après huit jours de navigation, ils arrivèrent dans une baie qu'il appelèrent Nuestra Señora del Valle, probablement à l'entrée du canal Fallos. Ils eurent là leur premier contact avec les indigènes de la région, les Kawésqar, Juan Ladrillero en fit monter un à bord pour qu'il lui serve d'interprète dans la suite du voyage. Ils reprirent la navigation le 6 décembre et le 9 du même mois à la suite d'un orage violent, les navires se séparèrent pour ne plus jamais se retrouver.
Francisco Cortés Ojea, sur le San Sebastián, parcourut les canaux et les îles qui forment les actuels archipels Madre de Dios, Mornington et Reina Adelaida. À court de vivres, car la plupart des provisions se trouvaient sur le navire de Juan Ladrillero, il atteignit l'embouchure du détroit mais ne la reconnut pas. De ce fait, le 23 janvier 1558 après une réunion avec son équipage, il décida de retourner vers le nord. Ils avaient atteint la latitude de 52,5° sud et n'avaient pas trouvé l'entrée du détroit, laquelle se trouvait à leur portée sans qu'ils le sachent. Le 27 janvier ils partirent cap au nord, naviguant sur l'océan Pacifique collés à la côte où ils rencontrèrent de multiples dangers à cause du mauvais temps.
Le San Sebastián se trouvait en très mauvais état, il prenait l'eau de toutes parts et sa voilure était inutilisable. Finalement le 15 février un orage l'a poussé dans une crique abritée, probablement située dans une île à l'ouest de l'île Wellington.
Sans hésitation, Francisco Cortés Ojea commença à construire un brigantin pour poursuivre sa navigation vers le nord. Les uns désarmèrent le San Sebastian pour réutiliser des planches et des clous et abattirent des arbres pour faire de nouvelles planches et des mâts. Les autres se consacrèrent à la pêche pour pourvoir à la nourriture. Pendant ce séjour forcé, ils furent attaqués par les Indiens kawésqar qu'ils ont dû tenir à l'écart à l'aide de leurs mousquets.
Après deux mois de travail, le navire fut prêt à appareiller, mais le moment n'était pas propice à une sortie en haute mer sur ce bateau, si bien qu'ils durent attendre jusqu'à la fin juillet pour le lancer à l'eau le 25 juillet 1558.
Ils naviguèrent à voile et à rames, s'arrêtant la nuit pour se reposer.
À la fin du mois de septembre, ils se trouvaient dans la partie nord de l'archipel de Chiloé. Ils étaient déjà à court de vivres, mais ils rencontrèrent des indigènes, moins belliqueux que ceux du sud, qui les approvisionnèrent en vivres avec lesquels ils purent finalement rejoindre Valdivia le 1er octobre 1558.
Le retour de Francisco Cortés Ojea fit très mauvaise impression parmi les conquistadors. Ils n'avaient aucune nouvelle de Juan Ladrillero. Après avoir atteint la latitude à laquelle l'embouchure occidentale du détroit devait se trouver, il en était arrivé à supposer que, à la suite d'un cataclysme, une île avait dû en obstruer l'entrée. 
Pendant un certain temps cette hypothèse a été largement diffusée auprès de la population, si bien que le poète Alonso de Ercilla reprend cette histoire dans le premier chant de La Araucana. (Ercilla était allé au Pérou avant que Juan Ladrillero revienne et fasse le récit de sa navigation et de l'exploration du détroit).